# Günter Gocht
Günter Gocht (* 23. März 1938 in Leutersdorf) ist ein deutscher Jazz- und Unterhaltungsmusiker (Trompete, Posaune, Komposition).

## Leben und Wirken
Gocht, der keine formale Musikausbildung hat, spielte mit 18 Jahren im lokalen Tanzorchester. 1960 wurde er der Trompeter und folgte 1969 seinem Bruder Joachim Gocht als Leiter des Tanzorchesters Astoria, das auch Harald Rudolph und Siegfried Uhlenbrock begleitete und mit diesen aufnahm. Daneben arbeitete er als Leadtrompeter in der Bigband von Klaus Lenz, mit dem er auch auf Aufnahmen von Manfred Krug zu hören ist. Auch komponierte er für Peter Albert (Die große Schau). Dann spielte er im Tanzorchester des Berliner Rundfunks und im Grenzland Blasorchester. 1999 konzertierte er mit der RIAS Big Band Berlin unter Jiggs Whigham. 2000 organisierte er das Konzert Orgel und Blech, bei dem er Klassiker zeitgenössischer populärer Komponisten interpretierte. Gocht lebt im ehemaligen Müllerhaus der Klingermühle am Rande von Leutersdorf.

## Lexikalische Einträge
- Jürgen Wölfer: Jazz in Deutschland. Das Lexikon. Alle Musiker und Plattenfirmen von 1920 bis heute. Hannibal, Höfen 2008, ISBN 978-3-85445-274-4.